# Argenvières
Argenvières ist eine französische Gemeinde mit 439 Einwohnern (Stand: 1. Januar 2022) im Département Cher in der Region Centre-Val de Loire. Sie gehört zum Kanton Avord und zum Gemeindeverband Berry-Loire-Vauvise. 

## Geografie
Argenvières liegt im Berry etwa 46 Kilometer ostnordöstlich von Bourges an der Loire und am Canal latéral à la Loire. Umgeben wird Argenvières von den Nachbargemeinden La Chapelle-Montlinard im Norden, La Charité-sur-Loire im Nordosten, La Marche im Osten, Saint-Léger-le-Petit im Süden, Jussy-le-Chaudrier im Westen und Südwesten sowie Saint-Martin-des-Champs im Nordwesten.

## Bevölkerung
| Jahr      | 1962 | 1968 | 1975 | 1982 | 1990 | 1999 | 2006 | 2013 |
| --------- | ---- | ---- | ---- | ---- | ---- | ---- | ---- | ---- |
| Einwohner | 449  | 403  | 401  | 402  | 395  | 435  | 415  | 477  |

## Sehenswürdigkeiten

Kirche Saint-Martin

- Kirche Saint-Martin
- Schloss La Charnaye